# Hypodoxa purpurifera
Hypodoxa purpurifera là một loài bướm đêm trong họ Geometridae.